# Cal Coca (la Pobla de Claramunt)
Cal Coca és una obra de la Pobla de Claramunt (Anoia) protegida com a bé cultural d'interès local.

## Descripció
Situada al nucli antic, es tracta d'una casa entre mitgeres. Consta de planta baixa, dos pisos i el soterrani que per la façana posterior fa de planta baixa. La coberta és de teula àrab a dues aigües, amb ràfec sobre bigues de fusta. L'estructura és a base de parets de càrrega i arcs de mig punt i apuntats. La porta principal està formada per un arc adovellat rebaixat, al damunt hi ha tres finestrals amb llindes i brancals motllurats, amb decoració en relleu d'estil renaixentista. La finestra central és coronada per un frontó triangular, amb figures al timpà. Els costats estan rematades amb petxines. La resta d'obertures són fruit d'intervencions posteriors i no segueixen un ordre compositiu. S'endevinen finestres antigues que ara estan tapades. A nivell de façana cal destacar els pilastres, elements decoratius en i mig relleu, coronades per frontons, els del mig triangulars i els altres en forma de petxina. Actualment l'edifici està compartimentat en habitatges independents. La planta baixa del cos principal és la que està més ben conservada. És propietat de l'ajuntament que hi vol instal·lar les seves oficines.

## Història
Per les seves característiques sembla un edifici construït al segle xvi i que ha anat patint modificacions al llarg del temps. Els coca eren pagesos benestants, aquesta família apareix documentada a la carta de repoblament de la Pobla de Claramunt de 1344. Eren propietaris de terres de conreu, patis, pallisses i corrals, molins d'oli (trulls), fariners, paperets i drapers, d'una farga d'aram i d'un hostal. Aquesta era la casa familiar i també acollia alguna dels activitats fabrils que desenvolupaven. Se la coneix també com a casa Marí perquè hi va viure aquesta família durant un llarg període.